# محمد بن عبد الله آل ثاني
الشيخ محمد بن عبدالله آل ثاني (16 يونيو 1982)، المعروف باسم مو آل ثاني، هو شيخ قطري إماراتي، وفاعل خير، محترف في الإدارة ورياضي. وهو معروف بأنه أول قطري يتسلق جبل إيفرست ويصل إلى القمم السبع والقطب الجنوبي وكذلك أما دابلام.

## النشأة والتعليم
باعتباره ابن الشيخ عبد الله بن علي آل ثاني، فإنه عضواً في أسرة آل ثاني القطرية وكذلك العائلة المالكة الإماراتية القاسمي من خلال جدته لأبيه، وهي أخت أمير الشارقة الحالي. وتخرج محمد من الجامعة الأمريكية في الشارقة بدرجة بكالوريوس العلوم في التسويق والمحاسبة وماجستير في إدارة الأعمال، ودرس إدارة الأعمال في كلية هارفارد للأعمال.

## تسلق الجبال
أصبح محمد أول قطري، يصل إلى قمة جبل إفرست، في 22 مايو 2013. وهو أول رجل قطري يصل إلى قمم الجبال السبعة. وصل إلى "قاع العالم" و"التزلج على الدرجة الأخيرة" إلى القطب الجنوبي إحياءً لذكرى اليوم الوطني لدولة قطر في 18 ديسمبر 2012؛ وقمة أما دبلام على ارتفاع 6812 مترًا، بتاريخ 11 نوفمبر 2020. أثناء تسلق جبل إيفرست، كان جزءًا من مجموعة مكونة من أربعة أعضاء تسمى (بالإنجليزية: Arabs with Altitude)‏، والتي ضمت أول رجل فلسطيني، رائد زيدان ، وأول امرأة سعودية رها محرق والإيراني، مسعود محمد، يصلان إلى قمة الجبل إفرست، وتلقوا الفريق تغطية إعلامية عالمية عند عودتهم من جبل إيفرست.

### سجل تسلق الجبال
تضمن سجل محمد كمتسلق للجبال الإنجازات التالية:
- جبل كليمنجارو، تنزانيا - 5895 مترًا (مارس 2010)
- مونت بلانك، فرنسا - 4810 متر (سبتمبر 2011)
- جبل كليمنجارو، تنزانيا - 5895 مترًا (نوفمبر 2011)
- جبل فينسون، القارة القطبية الجنوبية - 4892 مترًا (ديسمبر 2012)
- جبل إلبروس، روسيا - 5642 متراً (أغسطس 2012)
- جبل كوسيوسكو، أستراليا - 2228 مترًا (أكتوبر 2012)
- جبل أكونكاجوا، الأرجنتين - 6962 مترًا (يناير 2013)
- جبل إيفرست، نيبال/التبت - 8850 مترًا (مايو 2013)
- دينالي، الولايات المتحدة - 6144 مترًا (مايو 2016)
- جبل كليمنجارو، تنزانيا - 5895 مترًا (مارس 2018)
- معسكر قاعدة إيفرست، نيبال - 5364 مترًا (أبريل 2019)
- جبل كليمنجارو، تنزانيا - 5895 مترًا (فبراير 2020)
- جبل أما دابلام، نيبال - 6812 مترًا (نوفمبر 2020)
- دينالي، الولايات المتحدة - 6144 مترًا (مايو 2016)
- كانغشينجونغا، الهند - 8586 متراً (مايو 2022)
- K2، باكستان - 8611 مترًا (يوليو 2023)

## الإحسان
صعد آل ثاني كسفير للعلامة التجارية لمنظمة أيادي الخير نحو آسيا، منظمة غير ربحية تقودها الدولة وجزء من مؤسسة قطر، التي تجمع الأموال للارتقاء بآسيا وأجزاء من الشرق الأوسط. وكان هدفه هو جمع مليون دولار لمشاريع التعليم في نيبال.
كما قاد محمد في الفترة من 2 إلى 12 أكتوبر 2014 رحلة جمع التبرعات "Elevate to Educate" لمجموعة من 12 شابًا قطريًا إلى قمة كليمنجارو.

## والإدارة والقيادة
هو رجل أعمال مقيم في الدوحة ومتحدث تحفيزي. وهو أحد القادة الشباب البارزين في منطقة الخليج، مع التركيز على اللياقة البدنية والضيافة والسياحة. في أغسطس 2007، أسس محمد آل ثاني موقع مسافر، وهو مطعم صغير معاصر يقدم أطعمة حديثة، داخل برج الدوحة، في عام 2020 بالإضافة إلى Altitude Elite، وهو استوديو تدريب شخصي بوتيكي في لوسيل، قطر في عام 2019.

### فودافون قطر
شغل محمد منصب عضو مجلس إدارة شركة فودافون قطر من عام 2013 إلى 2016.

### العربية للطيران
وفي عام 2011 أصبح عضوًا في مجلس إدارة العربية للطيران إلى جانب والده عبد الله آل ثاني.

### الرئاسات
تولى الشيخ محمد عدة رئاسات منها:
- العربية للطيران.[28]
- جاما للطيران الشرق الأوسط.[29]
- شركة ايه ام القابضة
- ساسكو
- شركة سانتوس الدولية
- شركة الصعود للدعاية والاعلان
- الشركة العالمية للسياحة

نواب الرئاسات
- نادي الشارقة للجولف والرماية

العضويات
- منظمة الرؤساء الشباب، فرع قطر - 2018
- نادي المستكشفين - 2016

## ادارة الشارقة
وفي مجال الإدارة السياسية، عُين الشيخ محمد مديراً عاماً لمركز الشارقة للإحصاء في يناير 2012. كما شغل منصب رئيس دائرة تنمية المجتمع في إمارة الشارقة وعضواً في المجلس التنفيذي لإمارة الشارقة، وعُين رئيساً لمكتبه في الجامعة الأمريكية في الشارقة.